# Cadurcotherium
Il cadurcoterio (gen. Cadurcotherium) è un mammifero perissodattilo estinto, affine ai rinoceronti. Visse tra l'Oligocene inferiore e il Miocene inferiore (circa 30 - 18 milioni di anni fa) e i suoi resti fossili sono stati ritrovati in Europa e in Asia.

## Descrizione
Questo animale, come tutti i suoi simili (gli aminodonti), aveva un aspetto vagamente simile a quello di un ippopotamo, con zampe relativamente corte e un corpo allungato. Il cranio era piuttosto corto e probabilmente dotato di una corta proboscide, a causa dell'arretramento delle ossa nasali, o quantomeno di un labbro superiore prensile e muscoloso. Cadurcotherium era un rappresentante specializzato del suo gruppo, e possedeva una dentatura caratteristica: erano infatti presenti solo due incisivi superiori e un incisivo inferiore su ogni ramo delle mascelle, mentre i premolari e i molari erano a corona molto alta (ipsodonti). Inoltre i molari inferiori erano estremamente stretti.

## Classificazione
Cadurcotherium, descritto per la prima volta da Gervais nel 1873 sulla base di fossili provenienti dall'Oligocene della Francia, è un rappresentante derivato di quel gruppo di rinoceronti estinti noti come aminodonti. Questi animali, evolutisi nel corso dell'Eocene, prosperarono nel corso dell'Oligocene per estinguersi alla fine del periodo, eccetto Cadurcotherium che sopravvisse in Asia fino al Miocene inferiore (con la specie C. indicum). Cadurcotherium, quindi, fu un vero e proprio "fossile vivente" della sua epoca, poiché sopravvisse per molti milioni di anni dopo che i suoi stretti parenti si erano estinti. Gli ultimi ritrovamenti di Cadurcotherium sono stati ritrovati in terreni del Miocene inferiore del Pakistan e di Burma. Il genere Cadurcotherium è stato spesso confuso con Cadurcodon, un altro aminodonte oligocenico.
Cadurcotherium è noto grazie a varie specie asiatiche ed europee, diffuse in un'ampia area geografica; la specie tipo è Cadurcotherium cayluxi, ma è ben nota anche C. minus. Un'altra specie conosciuta è C. nouleti. È probabile che il successo evolutivo di questo animale sia dovuto alla peculiare dentatura che lo distingueva dagli altri aminodonti, dotati generalmente di corone più basse e adatti a cibarsi di materiale più tenero. Cadurcotherium, quindi, resse meglio i cambiamenti climatici e ambientali, essendo in grado di cibarsi di altri vegetali più duri. La competizione con altri tipi di rinoceronti sviluppatisi nel frattempo, che erano in grado di cibarsi anch'essi di cibi duri, portò alla fine all'estinzione Cadurcotherium.